# روبن موريس
روبن موريس (6 نوفمبر 1976 في الهند - ) هو لاعب كريكت هندي.

## وصلات خارجية
- روبن موريس على موقع إي آس بي آن كريك إنفو (الإنجليزية)